# Plegaria por la timidez de los árboles
Plegaria por la timidez de los árboles (en inglés A Prayer for the Crown-Shy) es una novela corta del género solarpunk publicada en 2022, que fue escrita por Becky Chambers y publicada por Tor.com el 12 de julio de 2022.  Es el segundo libro de la serie Monk & Robot, precedido por A Psalm for the Wild-Built, que se lanzó el 13 de julio de 2021. A Prayer for the Crown-Shy ganó el premio Locus 2023 a la mejor novela corta .

## Antecedentes
En 2018, para su sello editorial Tor.com Publishing, Tor Books encargó a Becky Chambers que escribiera una serie de novelas cortas de dos libros dentro del género emergente solarpunk .  La primera novela de la serie, Un salmo para los salvajes, se publicó en 2021 y ganó el Premio Hugo 2022 a la mejor novela corta .  

## Sinopsis
Después de hacerse amigos en Un salmo para los salvajes, Dex, la persona que es monje del té, y Splendid Speckled Mosscap, el robot, comienzan un viaje por carretera a través de la luna llamada Panga. Aunque Mosscap y dex han formado un lazo de confianza, el arribo del robot a la sociedad humana ha sido de todo menos indiferente.
En su paso por las comunidades, Mosscap inicia su exploración sobre como la sociedad humana convive de manera armónica, colabora y se preocupa por cada uno de sus integrantes. A través de su viaje, se exploran conceptos como la identidad personal, las repercusiones de poseer conciencia sobre la naturaleza y subsistencia, así como los efectos de buscar con tus amigos respuestas a preguntas complejas. 

## Publicación
La novela corta fue publicada por la división Tom Doherty Associates de Macmillan Publishers y lanzada el 12 de julio de 2022 como tapa dura. Su audiolibro de cerca de 4 horas de duración está narrado por Em Grosland; el audiolibro quedó entre los 12 mejores audios de ciencia ficción de 2022.
La versión en español «Plegaria por la timidez de los árboles» fue publicada el 30 de marzo de 2023, traducido Carla Bataller y publicado por la editorial Crononauta. Esta edición llamada «Monje y robot» incluye el segundo libro de la serie, «Salmo por quienes se construyeron en la naturaleza».

## Recepción
Una oración por los tímidos de la corona fue el libro más vendido de la Asociación de Libreros del Pacífico Noroeste. 
El Washington Post afirmó que es una de las mejores novelas de ciencia ficción y fantasía de 2022.  The Big Issue elogió la novela, afirmando que "se necesita una gran habilidad para escribir profundamente sobre cosas aparentemente tan ordinarias y llenarlas de asombro".  La escritora Maya Gittelman describió el libro como "un poco más descarado que Salmo, pero no menos un cálido abrazo meditativo". 
En 2022, fue nominada al premio Nebula a la mejor novela .  Ganó el premio Locus 2023 a la mejor novela corta. 